# فيروس وقبي
الفيروس الوقبي (بالإنجليزية: Orbivirus)‏ هو جنس من الفيروسات.